# Дюэм, Анри
Анри Эме Дюэм, также Дюгем (фр. Henri Aimé Duhem; 7 апреля 1860 года, Дуэ — 24 октября 1941 года, Жуан-Ле-Пен) — французский художник-импрессионист.

## Биография
Анри Эме Дюэм происходил из старинной фламандской семьи и первоначально практиковал как юрист. В 1887 году его страсть к рисованию и акварели в конце концов заставила его поехать в Париж и поступить учиться в класс художника Анри Жозефа Арпиньи. Находясь там, он подружился с Эмилем Бретоном, который познакомил его с техникой работы масляными красками. Племянница Бретона, художница Виржини Демон-Бретон (дочь Жюля Бретона), познакомила его с молодой художницей по имени Мари Сержан, на которой он женился в 1890 году. Вскоре у них родился сын Реми (1891—1915).

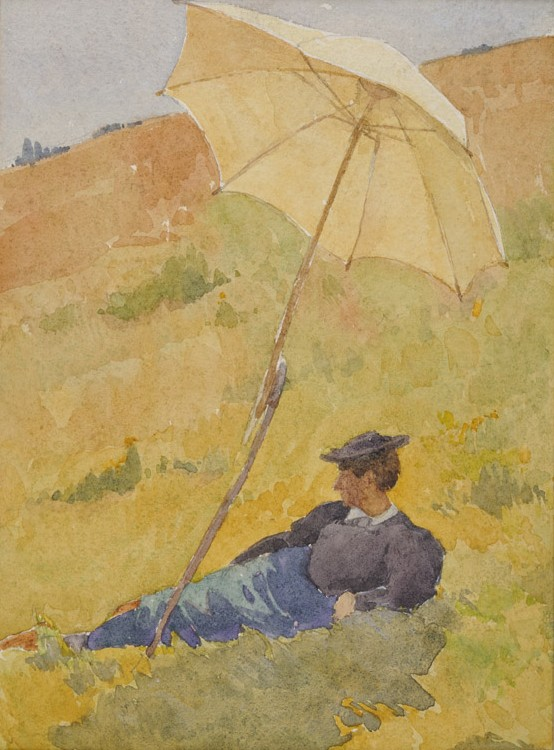
Портрет Мари Дюэм (1898)

Примерно в это же время чета переехала в небольшую деревню под названием Виссан. Следуя советам, Дюэм собрал вокруг себя своих друзей-художников, чтобы сформировать то, что станет позже известным как общество «Эколь де Виссан», некоторыми из наиболее заметных членов которого были Жорж Маронье, Франсис Татегрен и Фернан Стивенар. Художники каждое лето в течение нескольких лет вместе рисовали на природе.
В 1893 году он полностью отказался от своей юридической карьеры, чтобы посвятить себя искусству, как художник и страстный коллекционер работ современников. Он и его жена много путешествовали, и Анри начал широко выставлять свои работы за рубежом.

### Личные потери
В начале Первой Мировой войны супруги потеряли своего единственного сына Реми, погибшего при военном штурме Лез Эпарж 20 июня 1915. Мари была в глубокой скорби и никогда по-настоящему не оправилась от горя. Она умерла от рака в 1918 году, во время оккупации. Свои воспоминания об этом времени Дюэм описал в книге под названием «Гибель домашнего очага» (фр. La mort du foyer, изд. Figuière, 1922).
В период между двумя мировыми войнами Дюэм оставался творчески активным, готовил крупную выставку в салоне Тюильри в 1923 году. Перемещаясь между Дуэ и Парижем, он содержал дом в шестнадцатом округе Парижа. В 1932 году он был назначен командором ордена Почётного легиона. Пять лет спустя, ввиду ухудшения здоровья и угрозой войны, он переехал в Жуан-Ле-Пен, где жил на вилле «Мон-Риан» вплоть до своей смерти. Умер Анри Дюэм на вилле 24 октября 1941 года в годы немецкой оккупации.
В 1985 году его бесценная коллекция произведений искусства была завещана его приёмной дочери, а затем подарена ею музею Мармоттан по просьбе художника.

## Галерея

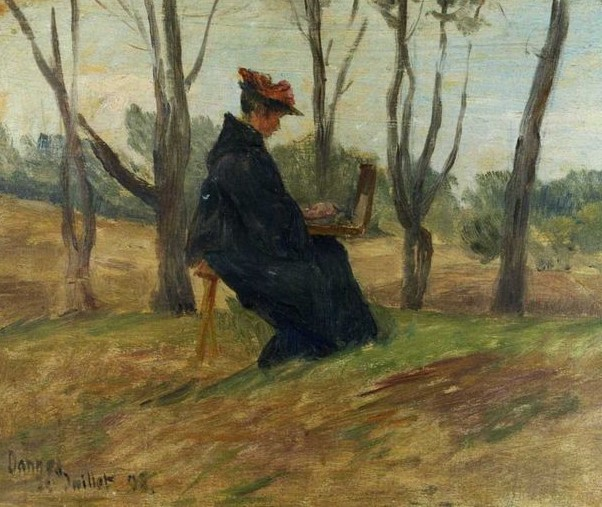
Портрет Мари Дюэм (1893)
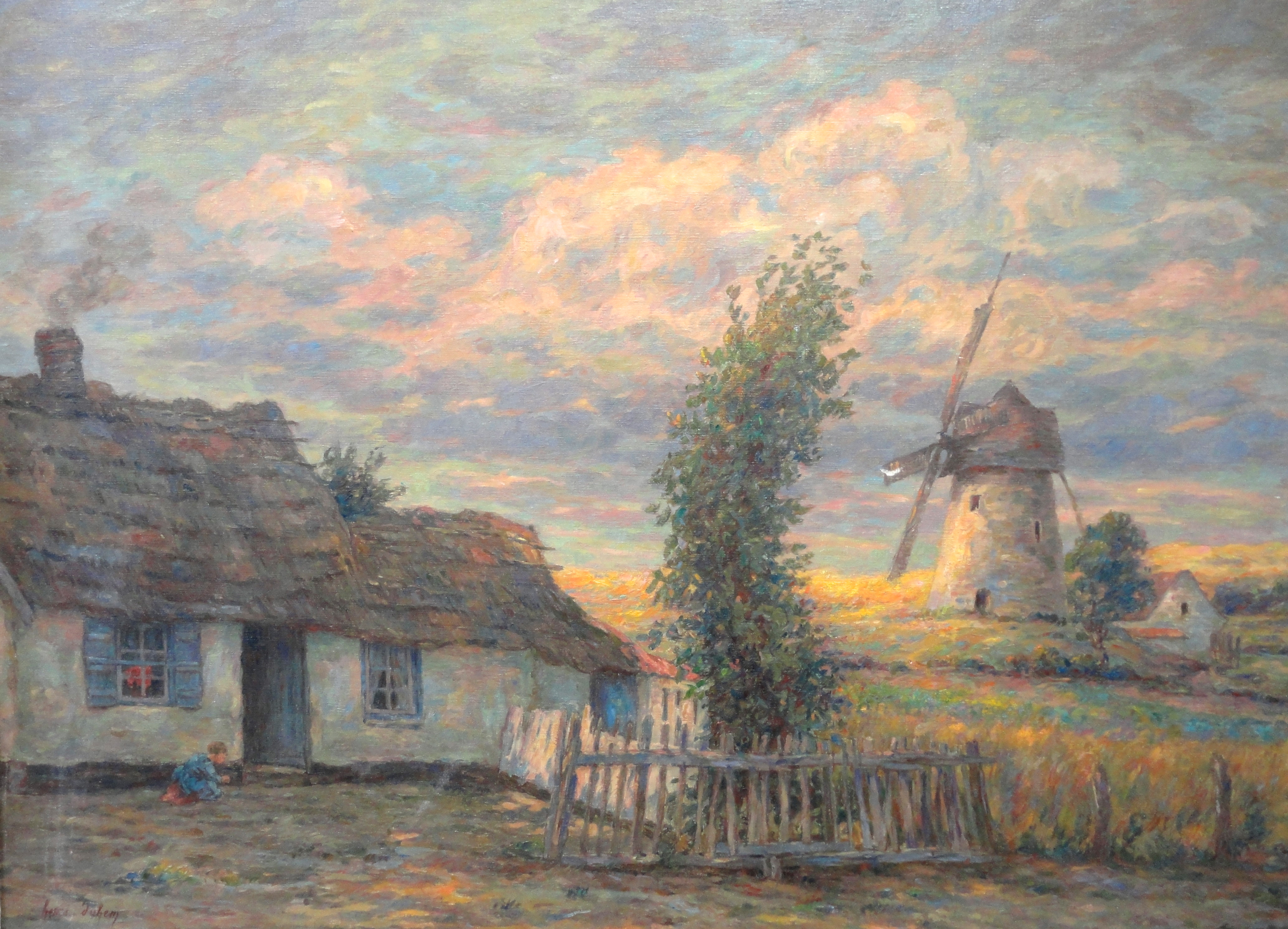
Мельница Булонне на закате
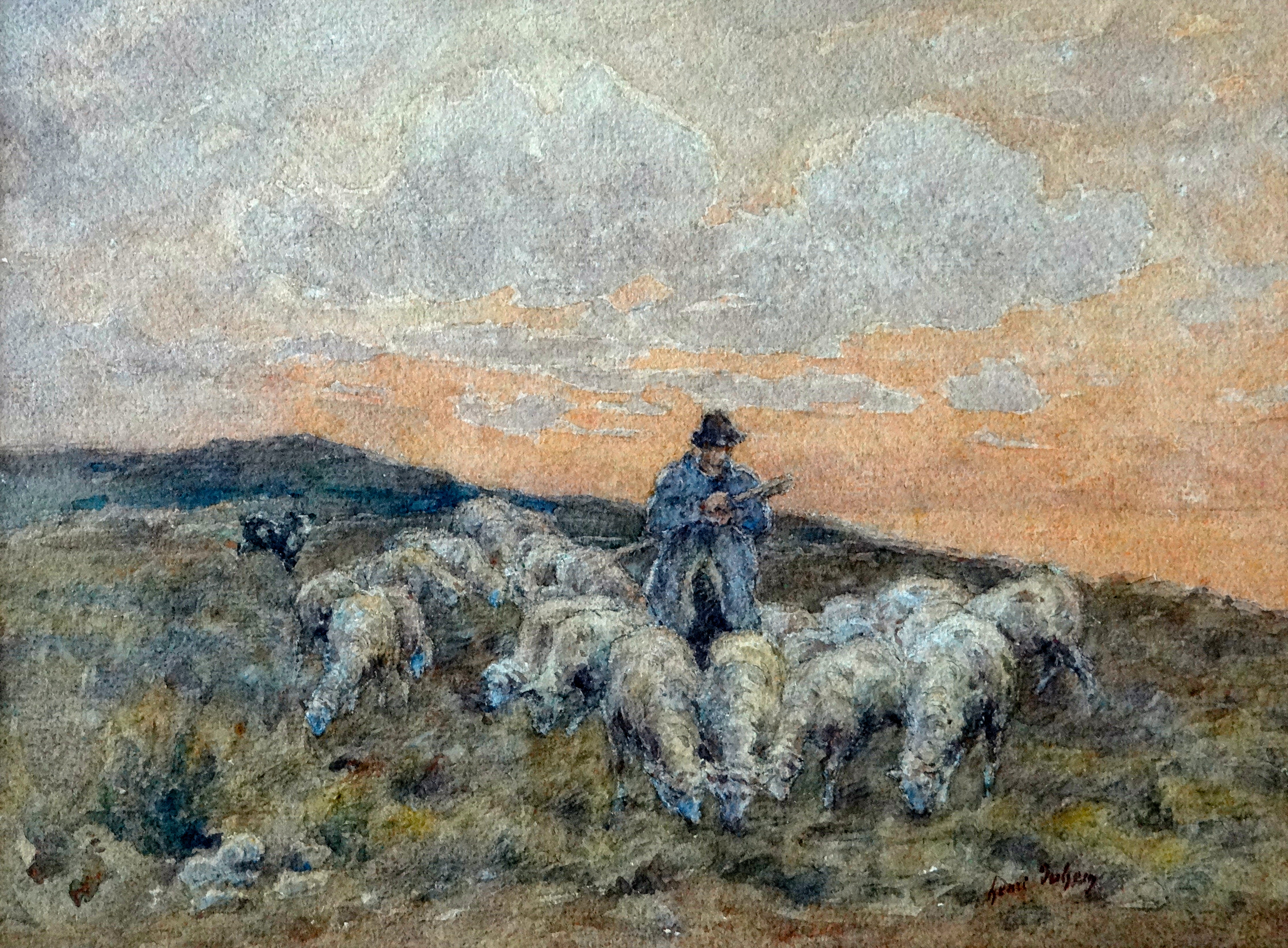
Пастух и стадо на рассвете (1900)
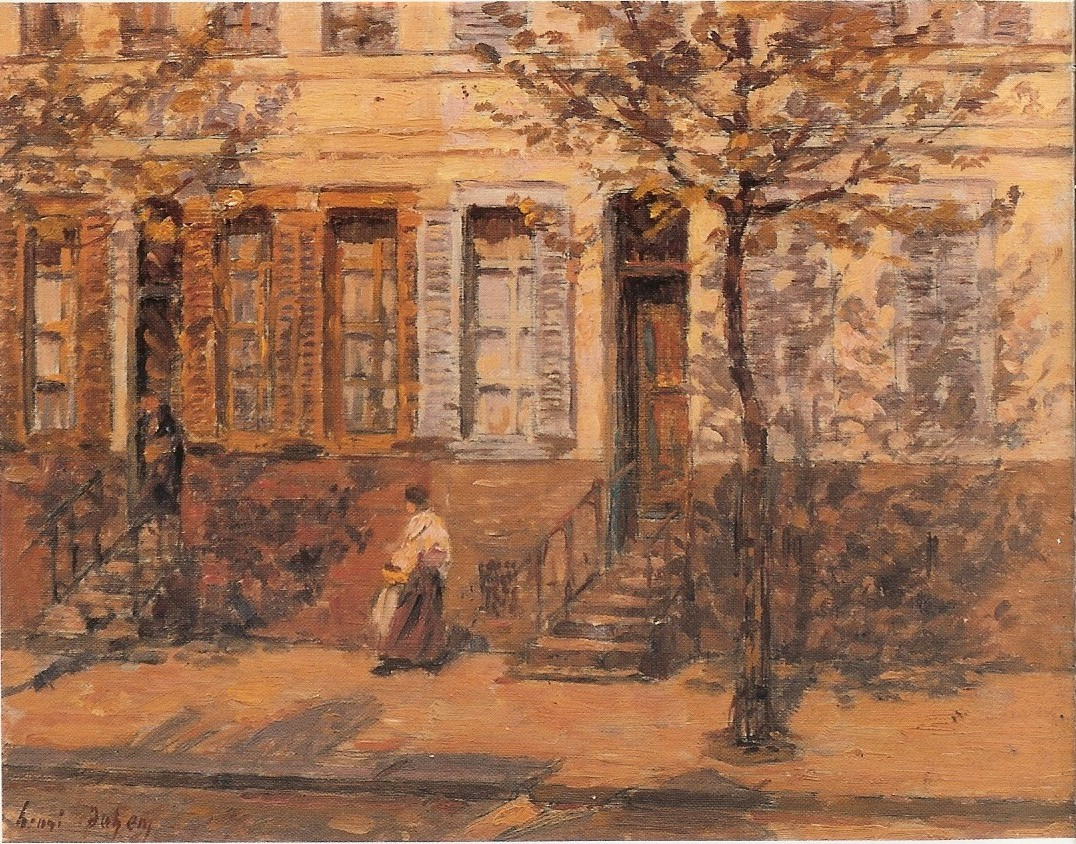
Уличная сцена (1912)
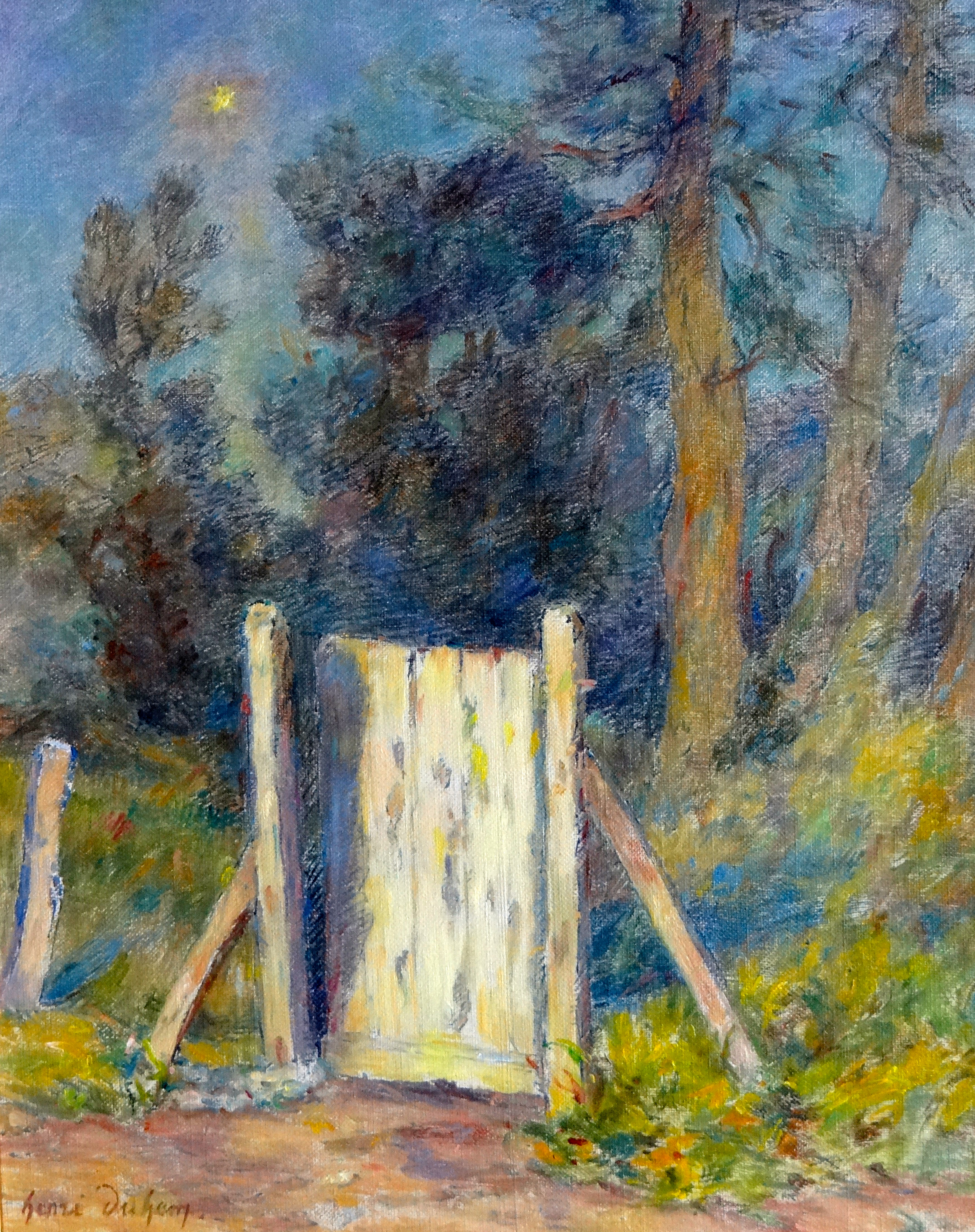
Дверь (1937)